# NGC 4266
NGC 4266 (również PGC 39699 lub UGC 7368) – galaktyka spiralna z poprzeczką (SBa), znajdująca się w gwiazdozbiorze Panny. Odkrył ją Albert Marth 26 maja 1864 roku. Jest to galaktyka z aktywnym jądrem. Należy do Gromady w Pannie.